# São José dos Ausentes
São José dos Ausentes este un oraș în Rio Grande do Sul (RS), Brazilia.